# Ausreiten (Segeln)

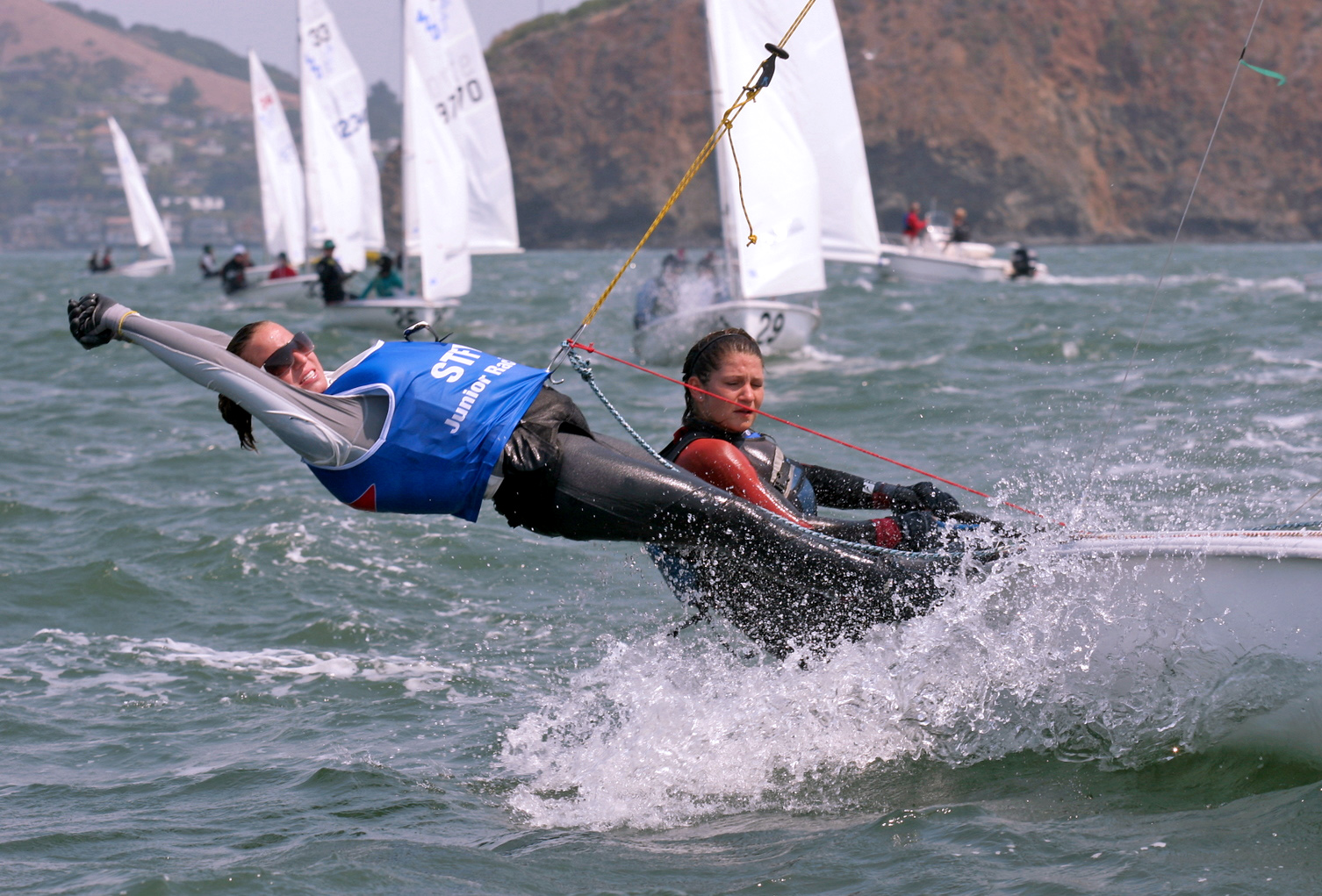
Ausreiten am Trapez

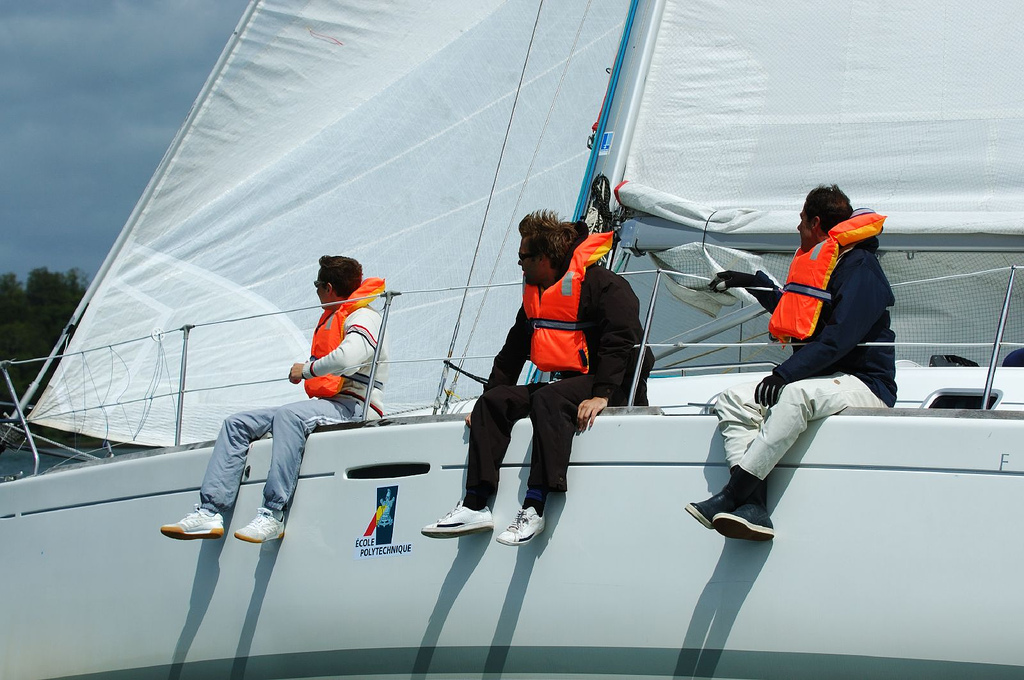
Anstatt auszureiten, sitzt die Besatzung auf Segelyachten oft „auf der hohen Kante“.

Durch das Ausreiten wird die Trimmung eines Segelbootes, also die bestmögliche Einstellung der Segel in Bezug auf gewünschte Geschwindigkeit und vorherrschende Windrichtung, durch Einsatz des Körpergewichts der Mannschaft verbessert.
Beim Ausreiten auf einer größeren Segelyacht positioniert sich die gesamte oder ein Teil der Bootsbesatzung auf der luvseitigen Bootskante, um der Krängung entgegenzuwirken und durch ihr Körpergewicht das Segelboot aufrechter zu halten.

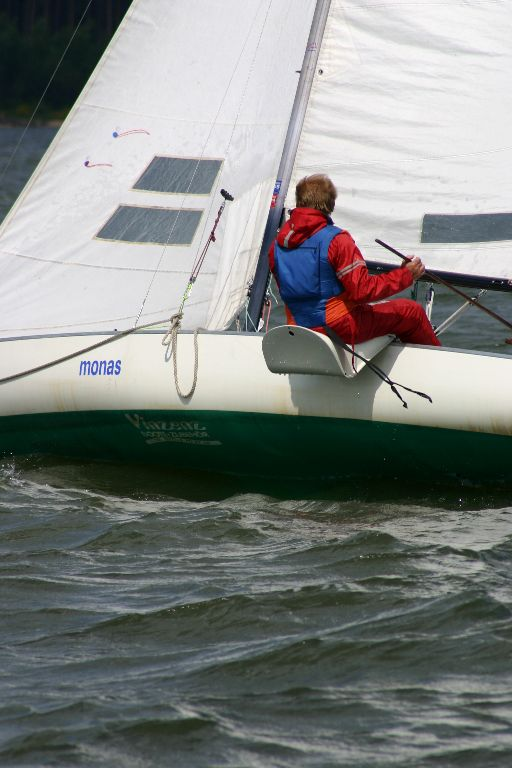
Ausreitstuhl bei einer Monas

Wegen des fehlenden Ballastkiels ist das Ausreiten vor allem auf Jollen notwendig, um diese Schwertboote in einer optimalen Lage zu halten und ein Kentern zu verhindern. Der Segler hängt sich mit den Füßen in Ausreitgurte ein, damit er den Oberkörper weit über die Bootskante hinauslehnen kann. Die manchmal gepolsterten Ausreitgurte sind am Boden der Plicht angebracht und ähneln in Material und Aussehen den Sicherheitsgurten in Automobilen.
Bei bestimmten Kielbootklassen wie der Monas oder dem Fighter sind ausklappbare Ausreitsitze angebracht, um das Körpergewicht weiter gen Luv verlagern zu können. Diese Art des Ausreitens ist gegenüber der Variante mit den Ausreitgurten auf Jollen rückenschonender.
Eine andere Technik, ein Boot aufrecht zu segeln, ist das so genannte Trapezsegeln.